# Exobasidium expansum
Exobasidium expansum är en svampart som beskrevs av Nannf. 1981. Exobasidium expansum ingår i släktet Exobasidium och familjen Exobasidiaceae.  Arten är reproducerande i Sverige. Inga underarter finns listade i Catalogue of Life.